# モード・ワトソン
モード・ワトソン（Maud Watson, 1864年10月9日 - 1946年6月5日）は、イングランド・ロンドン生まれの女子テニス選手。1884年に第1回大会が行われた、ウィンブルドン選手権女子シングルス部門の初代優勝者として知られる。1884年と1885年、最初の2度優勝した。

## 来歴
世界最古のテニス・トーナメントであるウィンブルドン選手権は、1877年に「オールイングランド・ローンテニス・アンド・クローケー・クラブ」で第1回大会が実施された。最初は男子シングルスのみで始まり、初代優勝者はスペンサー・ゴア（1850年 - 1906年）であった。女子シングルスはそれから7年遅れて、1884年に第1回の競技大会が実施された。参加選手は13名で、決勝戦はモード・ワトソンと7歳年上の姉リリアン・ワトソンとの“姉妹対決”になった。試合はモードが 6-8, 6-3, 6-3 の逆転勝ちを収め、ウィンブルドン選手権の第1回女子シングルス優勝者になった。
男子シングルスでは、1878年の第2回大会以後、大会前年優勝者を除く他の選手たちが「チャレンジ・ラウンド」（Challenge Round、挑戦者決定戦）を1回戦から勝ち抜き、それを制した選手が前年優勝者と決勝を戦う「オールカマーズ・ファイナル」（All-Comers Final）方式で優勝を決定した。1885年の女子シングルス第2回大会は、通常の勝ち抜き戦で行われ、1886年の第3回大会からチャレンジ・ラウンドとオールカマーズ・ファイナルを導入している。1885年の第2回大会で、大会前年優勝者のモード・ワトソンは順調に2年連続の決勝戦に進み、ブランチ・ビングリー（1863年 - 1946年）を 6-1, 7-5 で退け、大会2連覇を果たした。1886年から女子シングルスに導入された方式で、ワトソンは「チャレンジ・ラウンド」の勝者を待つ立場になったが、そこを勝ち上がったビングリーに 3-6, 3-6 で敗れ、3連覇を逃した。
モード・ワトソンのテニスウェアは、現在の女子選手たちが着用するようなミニ・スカートやワンピースとは大きく異なり、足首までの長さがある白いドレスをまとってプレーしていたという。これが現在のウィンブルドンでの試合のユニホームは白色が義務というルールの起源となった。
時代の流れとともに、テニスウェアのファッションも少しずつ変わってきた。後年、ワトソンは1934年に名門「エドグバストン・ローンテニスクラブ」（The Edgbaston Lawn Tennis Club）の代表に就任した。現在、このクラブではウィンブルドン選手権の最初の前哨戦である「エイゴン・クラシック」が6月第2週に開かれ、優勝者には彼女の名前を冠した「モード・ワトソン・トロフィー」が贈られる。
第1回ウィンブルドン選手権で行われたリリアンとモードの「ワトソン姉妹対決の決勝」から117年後、2001年の全米オープン女子シングルス決勝で、ビーナスとセリーナのウィリアムズ姉妹が「姉妹対決の決勝」を実現させた。この決勝対決はウィンブルドン選手権でも2002年・2003年・2008年・2009年の4度実現する。2017年全豪オープンまで総計9回行われた黒人姉妹の決勝対決は、妹のセリーナが「7勝2敗」で大きく勝ち越している。